# 廈門話
厦门话（白話字：Ē-mn̂g-ōe，臺羅：Ē-mn̂g-uē，閩拼：Ê-bbńg-wê，國際音標：[e˨˩ mŋ̍˨˨ ue˨˨]），舊稱廈語，又稱廈門閩南語，是汉藏语系汉语族闽语支閩南語的一种方言，屬於閩南語的泉漳片，通行於福建省廈門市的廈門島西南部老市區。
厦门话在近代被作為閩南地區的代表方言，尤其在新加坡也颇具影响力。中國大陸以及新加坡的許多廣播或電視節目，其闽南语播音皆采用厦门话进行放送。而廈門話與臺灣話優勢腔差異主要在詞彙方面，多數情境可以理解無礙。

## 形成
作为闽南方言代表点方言的厦门话是由同安话发展而来的。研究同安话探索厦门话形成的必由之路。
廈門島自古屬於同安縣。廈門話並不能簡單的用「不漳不泉的漳泉濫」來理解， 它應該是在同安話的基礎上進一步和其他閩南次方言融合所形成的。

## 韻母差異
據《廈門方言志》記載，老市區（思明）與禾山、同安、海滄、集美、灌口、東孚、杏林的韻母存在些許差異（注意，這裡所使用的地名為傳統地名，與近年行政區劃調整後所使用的地名不同）。
| 例字                 | 廈門 （老市區） | 集美區 （杏林） | 禾山+集美區 （集美+僑英+後溪） | 集美區 （灌口東孚） | 海滄區 （海滄+新陽+嵩嶼） | 同安區        |
| -------------------- | --------------- | --------------- | ------------------------------ | ------------------- | ------------------------- | ------------- |
| 【吹、過、被】之韵母 | e               | e               | e                              | ue                  | ue                        | ə             |
| 【茶、下、家】之韵母 | e               | e               | e                              | ɛ                   | ɛ                         | e             |
| 【豬、去、除】之韵母 | i、u            | u               | u                              | i（西部）、u        | i（西部）、u              | ɨ             |
| 【前、千、先】之韵母 | iŋ              | iŋ              | ãĩ                             | ãĩ                  | an                        | ãĩ            |
| 【飯、門、黄】之韵母 | ŋ               | ŋ               | ŋ                              | ŋ                   | uĩ                        | ŋ             |
| 【衫仔、籃仔】之韵母 | ã               | ã               | ã                              | ã                   | ã                         | ãĩ、ã（翔安） |
| 【平、硬、星】之韵母 | ĩ               | ĩ               | ĩ                              | ɛ̃                   | ɛ̃                         | ĩ             |
| 【月、袜、缺】之韵母 | eʔ              | eʔ              | eʔ                             | ueʔ                 | ueʔ                       | əʔ            |

## 聲母
廈門島中心城區（湖里和思明）老廈門人使用的廈門話中有十四個聲母。（以下用國際音標表示）
|        |        | 雙唇音 | 雙唇音 | 齒齦音 | 齒齦音 | 齦顎音 | 齦顎音 | 軟顎音 | 軟顎音 | 聲門音 |
| 清音   | 濁音   | 清音   | 濁音   | 清音   | 濁音   | 清音   | 濁音   | 清音   |        |        |
| ------ | ------ | ------ | ------ | ------ | ------ | ------ | ------ | ------ | ------ | ------ |
| 鼻音   | 鼻音   |        | [m]    |        | [n]    |        |        |        | [ŋ]    |        |
| 塞音   | 不送氣 | [p]    | [b]    | [t]    | [d]    |        |        | [k]    | [ɡ]    | [ʔ]    |
| 塞音   | 送氣   | [pʰ]   |        | [tʰ]   |        |        |        | [kʰ]   |        |        |
| 塞擦音 | 不送氣 |        |        | [ʦ]    | [ʣ]    | [ʨ]    | [ʥ]    |        |        |        |
| 塞擦音 | 送氣   |        |        | [ʦʰ]   |        | [ʨʰ]   |        |        |        |        |
| 擦音   | 擦音   |        |        | [s]    |        | [ɕ]    |        |        |        | [h]    |
| 邊音   | 邊音   |        |        |        | [l]    |        |        |        |        |        |

其中[b][l][g]在鼻化韻前受其影響轉變為[m][n][ŋ]。一般中國大陸學者不將這三個音位變體列為獨立聲母，但臺灣學者多將其列為獨立聲母。

### 聲母的變化
- 閩南語中，廈門話的入母[ʣ]消失得最早最快，早已并入[l]。[ʣ]原本對應於普通話的r，但如今普通話中讀r的字，廈門話中多讀[l]。
- [l]原本讀[d]，是舌尖齒齦爆破濁音。這個音先經過弱化，近似，最後完全等同於[l]。二十世紀五六十年代時，此音尚有爆破成分，如今，爆破成分已全然不存。
- 老廈門話中，無論其後是否為齊齒音，[ʦ][ʦʰ][s]都是標準的舌尖齒齦音，不會變為[ʨ][ʨʰ][ɕ]（即普通話的j,q,x）。但受普通話影響，1970年代開始，當[ʦ][ʦʰ][s]後接齊齒音時，發音開始向[ʨ][ʨʰ][ɕ]靠攏。
- 由於受普通話的強力影響，在年輕人中，[g]音正趨於消失，成為零聲母（同源的普通話[ŋ]音在幾百年前就已經消失為零聲母）。大多數年輕人并未注意到有這個聲母（例如，把廈門話中的“我[gua]”與普通話中的“哇[ua]”等同）。廈門學者都意識到這個問題，在閩南語教材中特別強調正確發[g]音的問題。
- 現在多數年輕人仍能正確發[b]音，但受普通話影響，在認識上誤以為這個音是[m]（进而可能认为[p]是[b]）。對於普通話為零聲母，廈門話為[b]的字（如“霧”），部分年輕人常常將[b]丟失。廈門學者也意識到這個問題，在閩南語教材中特別強調正確發[b]音的問題。

## 韻母
廈門島中心城區老廈門人使用的廈門話中，有78個屬于非擬聲詞的常用韻母，加上擬聲詞約有86個左右的韻母（不同學者統計差別主要在擬聲詞上，有的學者將漳州、泉州等地外來詞彙中所使用的音也計入）。其中，有六個單口元音，五個單鼻元音，兩種介音，兩個成音節輔音作韻母，三種陽聲韻韻尾和四種入聲韻韻尾。
[a][ɔ][o]([ɤ])[e][i][u][ai][au][iu][ia][io][iau][ui][ua][ue][uai]
[ã][ɔ̃][ẽ][ĩ][ãĩ][ãũ][iũ][iã][iãũ][uĩ][uẽ][uã][uãĩ]（注意：[ũ]不會單獨出現，只出現在多元音中）
[am][im][iam][m][an][in][iɛn][un][uan][aŋ][ɔŋ][iŋ][iaŋ][iɔŋ][uaŋ][ŋ]（注意：這里有兩個成音節輔音[m][ŋ]作韻母）
[ip][iap][ap][it][iɛt][at][ut][uat][ik][iak][ak][ɔk][iɔk]
[aˀ][ɔˀ][oˀ][eˀ][aiˀ][auˀ][iˀ][iaˀ][ioˀ][iuˀ][iauˀ][uˀ][uiˀ][uaˀ][ueˀ][uaiˀ][mˀ][ŋˀ]
[ẽˀ][ãˀ][ɔ̃ˀ][ãiˀ][ãuˀ][ĩˀ][iãˀ][iãuˀ][uẽˀ][uãiˀ]（有的學者還記有[uĩˀ]）

### 韻母的變化
- 原本，發[o]時嘴型偏圓，但市中心的人已完全讀為[ɤ]，兩嘴角略張。
- 個別年輕人將塞音韻尾[-t]弱化甚至脫落。以[-t]結尾的韻母有[it][ut][at][uat][iat]五個，其中，[it][ut]中的[-t]最容易被脫落。廈門學者在閩南語教材中也多次強調這個問題。

## 聲調
中古漢語擁有平、上、去、入四個調类，而今全濁聲母歸陽派而分化陰陽。廈門話如同多數的閩南語一樣，擁有七個聲調。廈門話中當提及上聲時即指陰上。
部分學者（主要是大陸學者）依陰平、陽平、陰上、陽上、陰去、陽去、陰入、陽入的次序編號，編為1至8（如《閩南方言大詞典》）。由于廈門話中沒有陽上，因此有的學者編號時省去陽上，并將其後的陰去、陽去、陰入、陽入各提前一號，編為1至7（如《廈門方言志》）。這種編號順序與普通話一致。
另一部分學者（主要是臺灣學者）則按陰平、陰上、陰去、陰入、陽平、陽上、陽去、陽入的順序編號，編為1至8。（可以參考臺灣閩南語）這種編號順序與閩南語傳統的韻書所使用的順序相同。
由于本條目所述為廈門話，因此使用廈門學者的標調順序。
| 調類 | 閩南方言大詞典調號 | 閩南方言大詞典調號 | 臺罗、白話字調號 | 臺罗、白話字調號     | 調值 | 發聲說明   |
| ---- | ------------------ | ------------------ | ---------------- | -------------------- | ---- | ---------- |
| 調類 | 標號               | 閩拼表記           | 標號             | 臺羅、白話字表記     | 調值 | 發聲說明   |
| 陰平 | 1                  | ̄ ā                 | 1                | 不標調 (a)           | 44   | 半高平     |
| 陽平 | 2                  | ˊ á                | 5                | ˆ (â)                | 24   | 升         |
| 陰上 | 3                  | ˇ ǎ                | 2                | ˊ (á)                | 53   | 高降       |
| 陽上 | 4(或不標)          |                    | 6                |                      |      | 已并入陽去 |
| 陰去 | 5(4)               | ˋ à                | 3                | ˋ (à)                | 21   | 降         |
| 陽去 | 6(5)               | ˆ â                | 7                | - (ā)                | 22   | 半低平     |
| 陰入 | 7(6)               | ̄ āp, āt, āk, āh    | 4                | 不標調 (ah/ap/at/ak) | 32   | 中降促     |
| 陽入 | 8(7)               | ˊ áp, át, ák, áh   | 8                | ˈ (a̍h/a̍p/a̍t/a̍k)      | 4    | 半高促     |

### 聲調的變化
多數年輕人仍能正確發入聲字，但有個別人將入聲脫落，脫落後，其調值不變，但音程加長。廈門學者在閩南語教材中也多次強調這個問題。

### 连读变调
厦门话里的二字连读变调是个非常普遍而且也非常有规律的现象。比方说“冷气”的“冷”单读的时候发成“liŋ53”，调值为53，而在连读“冷气”（liŋ44-kʰi21）的时候，调值则变成了44。再举个例子，“歹势”的“歹”单读的时候发成“pʰai53”，调值为53，而在连读“歹势”（pʰai44-se21）的时候，调值则变成了44。
| 前字調類                                | 陰平 44    | 陽平 24 | 上聲 53 | 陰去 21 | 陽去 22 | 陰入 32     | 陰入 32            | 陽入 4             |
| 前字調類                                | 陰平 44    | 陽平 24 | 上聲 53 | 陰去 21 | 陽去 22 | 陰入（-ʔ）  | 陰入（-p、-t、-k） | 陽入 4             |
| 白話字寫法 （括弧內附註的是使用範例）   | 不標調 (a) | ˆ (â)   | ˊ (á)   | ˋ (à)   | - (ā)   | 不標調 (ah) | 不標調 (ap/at/ak)  | ˈ (a̍h/a̍p/a̍t/a̍k)    |
| 閩南拼音寫法 （括弧內附註的是使用範例） | ̄ (ā)       | ˊ (á)   | ˇ (ǎ)   | ˋ (à)   | ˆ (â)   | ̄ (āh)       | ̄ (āp, āt, āk)      | ˊ (áp, át, ák, áh) |
| 前字變調                                | 陽去 22    | 陽去 22 | 陰平 44 | 上聲 53 | 陰去 21 | 上聲 53     | 陽入 4             | 陰去 21            |
| 例字                                    | 山水       | 危機    | 本錢    | 故事    | 任務    | 鐵釘        | 竹筒               | 獨自               |

上表的規律可總結如下：
- 上字陰平陽平變同陽去。
- 上字上聲變同陰平。
- 上字陰去變同上聲。
- 上字陽去變同陰去。
- 上字陰入變同陽入。
- 上字陽入變同陰去。

兩字以上的多字變調，規律可以從兩字連讀變調中類推，

## 文白異讀
閩南語的文白異讀（也叫文白歧讀；bûn-pe̍h ī-tho̍k）極其複雜，許多字皆擁有文、白兩種以上的讀音，適用於不同的用途。

### 數量
语言学家罗常培曾于《厦门方言研究》中粗略统计《方言调查字表》所举 3,758 个汉字当中，有 1,529 个有歧读现象，比例约占 40.6% 强。歧读汉字中，绝大多数文读白读各一，在上述四成之中又约 90% 属之。其他學者的統計雖然在具體數字上有一些偏差，但基本上都認為閩南語的文白異讀是漢語中最複雜的。

### 來源
閩南語的文讀較為接近《廣韻》的音系。

### 用法
- 大多數詞語一般只有一種讀音，或文讀或白讀。
- 有些詞語的文白異讀具有區別語義的作用。如“加工”，文讀念[ka kaŋ]表示“加工（義同普通話）”，白讀念[ke kaŋ]表示“多此一舉”。“功课”文读是[kɔŋ kho₃]，意思为学校的功课，白读是[khaŋ khe₃]，意思为工作。
- 有些詞語既可白讀又可文讀。如“黃河”，本應讀作文讀[hɔŋ₅ ho₅]，但民間習慣念白讀[ŋ₅ ho₅]。
- 有些屬於方言差：例如「大學」，在廈門話用白讀（tuā-o̍h），臺灣主流則用文讀（tāi-ha̍k）。

## 文字
廈門話使用漢字書寫。但目前民間多用普通話書寫文章，甚少有人用廈門話書寫文章，且即使是廈門話書寫的文章，用字多不規範，有些人用普通話的發音來寫廈門話（如“我”寫作“哇”）。廈門學者已經努力開始推動正字法，出版詞典，希望能規範閩南語的漢字書寫。
中國的閩南語學者多使用國際音標標音，或使用1955年中華人民共和國福建省人民政府通過的閩南方言拼音方案（即臺灣所稱之“普閩典”）標音。大陸出版的閩南語教科書多用閩南語拼音方案標音，有的略有修改。但絕大多數民眾未受過閩南語教育，并不知道有這個拼音方案。
廈門話最早的羅馬化系統白話字(POJ)是基督教教會在19世紀所設計，其他還有後來臺灣學者制訂的台灣閩南語羅馬字拼音方案(TLPA)，臺語通用拼音(DT)等等。然而，以上幾種表記法，廈門的民眾多不知曉。

## 現狀
目前，受到推廣普通話和打壓方言的影響，1980年代以後，廈門本地年輕人的廈門話水準大大下降，再加上外來人口的湧入，普通話逐漸排擠閩南語廈門話。
出於對臺灣的統戰宣傳需要，中華人民共和國政府支持廈門廣播電視集團開設了用廈門話播音的廈門衛視和閩南之聲廣播 （页面存档备份，存于）。客觀上起了搶救廈門話的作用。
另外，許多廈門學者也已認識到保廈門話的重要性，他們編纂了各種廈門話書籍，積極為廈門話進入教育領域奔走，并且有意推動廈門話正字法以規範民間書寫廈門話的漢字。由於這些廈門學者的努力爭取，廈門市政府已經計劃從2009年9月起，在廈門市一部分幼兒園和小學中首先開設《閩南方言與文化》課程。2010年繼續擴大試點範圍，爭取2011年能在幼兒園、小學、初中全面展開。
廈門地鐵車廂內廣播使用三種語言，先後依次為普通話、廈門話和英語。
而在網絡上，近期也開始零星地出現一些自發書寫閩南語文章或微博的人群。
但是，目前廈門話的前途仍不容樂觀。這些努力是否有效還需時間檢驗。

## 參閲
- 闽南语
- 臺湾话
- 同安话
- 泉州话
- 漳州话
- 东南亚闽南语
- 新加坡閩南語
- 廈語拼音字